# دوغ سكينر
دوغ سكينر (بالإنجليزية: Doug Skinner)‏ هو ملحن أمريكي، ولد في 7 يناير 1955.

## وصلات خارجية
- دوغ سكينر على موقع IMDb (الإنجليزية)
- دوغ سكينر على موقع قاعدة بيانات برودواي على الإنترنت (الإنجليزية)